# Potsdami ediktum

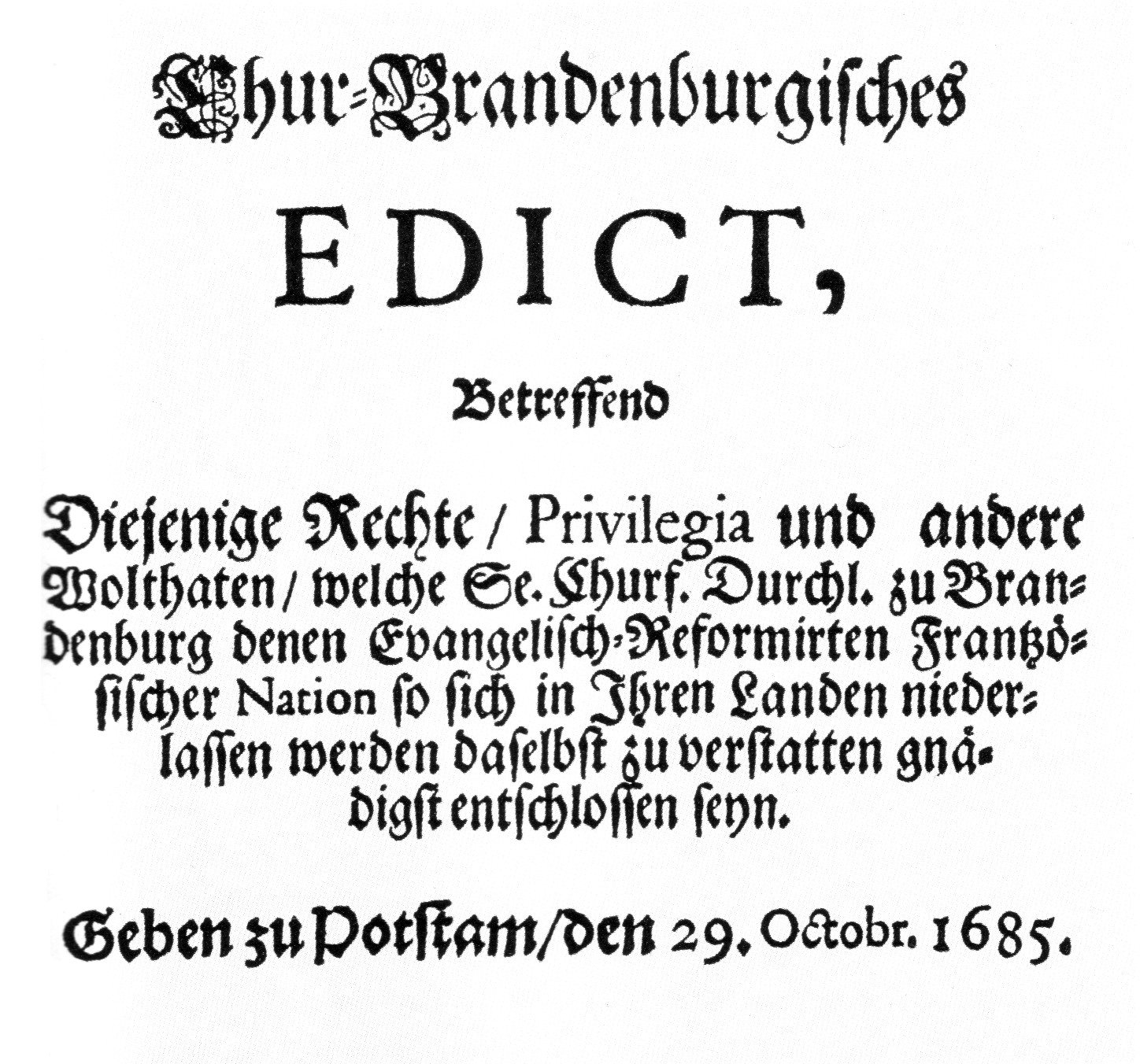
Az ediktum

A potsdami ediktumot (németül Edikt von Potsdam)    I. Frigyes Vilmos brandenburgi választófejedelem adta ki 1685. október 29-én, mintegy  a nantes-i ediktum visszavonására adott válaszként. (1685. október 18-án XIV. Lajos francia király a fontainebleu-i ediktumban visszavonta a nantes-i ediktumot és betiltotta a református vallás gyakorlását.) Az ediktum, amelyben a választófejedelem különböző kiváltságokkal letelepedésre csábította az Európa más vidékein hitük miatt üldözötteket, főként a Franciaországból elűzött protestánsokat (hugenották), hamarosan a vallási tolerancia egyik jelképévé vált. Az ediktum nyomán hamarosan mintegy 20 000 menekült telepedett le Brandenburgban.

## Emlékezete
Egy relief emlékeztet Genfben a reformáció emlékművén, a választófejedelemre és az ediktumra.